# Fiordo di Uummannaq
Il fiordo di Uummannaq (danese Uummannaq Fjord o Umanak Fjord) è un fiordo della Groenlandia di 160 km. Si trova a 70°57'N 53°00'O; appartiene  al comune di Avannaata.